# Борозенець Володимир Тимофійович
Володи́мир Тимофі́йович Борозе́нець (нар. 8 вересня 1942, Київ) — український майстер декоративно-ужиткового мистецтва (кераміка), член Національної спілки художників України (1985).

## З життєпису
Народився 8 вересня 1942 року у Києві. Навчався мистецтву в Ізостудії Григорія Хусіда деякий час. У 1968 році закінчив Львівський поліграфічний інститут.
У 1962—1964 роках проводив неофіційні спільні виставки з друзями-художниками М. Трегубом і В. Баклицьким на старому цегляному заводі, разом з ними був учасником групи «New Bent», згодом відокремився.
1971 року розпочав творчу діяльність — в напрямі скульптури малих форм та кераміки.
Від 1980-го працював на творчо-виробничому комбінаті «Художник» Художнього фонду НСХУ.
1984 року відбулася персональна виставка в Національний музей народної архітектури та побуту України|Музеї народної архітектури та побуту.
Брав участь в художніх виставках, як у республіках колишнього СРСР, зокрема, у Литві (1985) та закордонних — Китай (1996).
Твори зберігаються в Музеї українського народного декоративного мистецтва, державному музеї театрального, музичного та кіно-мистецтва України, Літературно-меморіальному музеї-квартирі П. Тичини в Києві.

### Серед творів
- «На базарі» (1980)
- «Дідова бувальщина» (1982)
- «Корова, яка б'ється» (1982)
- «Музики на Подолі» (1984)
- «Обід готовий» (1985)
- композиція «Гопак» (1985)
- композиція «Козаки» (1986)
- «Вечірня прогулянка» (1999)
- «Кіт Тимоша» (2001).